# Heartbeat (LAMP IN TERRENの曲)
「heartbeat」（ハートビート）は、LAMP IN TERRENの1枚目の会場限定シングル。2016年10月8日にA-Sketchから発売された。

## 解説
前作「innocence/キャラバン」より5ヶ月ぶりのシングルリリースであり、メジャーデビュー後初の会場限定シングル。
カップリング曲である「pellucid」は映画「何者」の劇中歌であり、劇中で菅田将暉演じる光太郎がボーカルを務めるバンド“OVER MUSIC”に提供したラブバラード。『FM802 MINAMI WHEEL』のライブ会場にて販売をスタートした。

## 収録曲
全楽曲作詞・作曲∶松本大
1. heartbeat
2. pellucid
  - 映画『何者』劇中歌

## 収録アルバム
- fantasia（2017年4月12日）
  - heartbeat #4
  - pellucid #7